# Bahçecik, İscehisar
Bahçecik là một xã thuộc huyện İscehisar, tỉnh Afyonkarahisar, Thổ Nhĩ Kỳ. Dân số thời điểm năm 2011 là 45 người.